# Schlumberger
Schlumberger Limited  (NYSE: SLB) – największe na świecie przedsiębiorstwo zajmujące się usługami związanymi z obsługą pól naftowych. Zatrudnia ponad 126 000 pracowników z ponad 140 krajów, którzy pracują w około 85 państwach. Posiada 25 centrów badawczych, które rozsiane są na całym świecie. W 2009 przedsiębiorstwo zainwestowało 802 mln USD w prace badawczo-rozwojowe. W tym samym roku dochód Schlumberger Limited wyniósł 22,7 mld USD, zysk operacyjny – 5,31 mld USD, a  zysk – 3,16 mld USD.
Spółka jest notowana na giełdzie w Nowym Jorku (NYSE), w Paryżu (Euronext), w Londynie (LSE) i w Zurychu (SWX). Główne biura znajdują się w Houston, w Paryżu oraz w Hadze. 

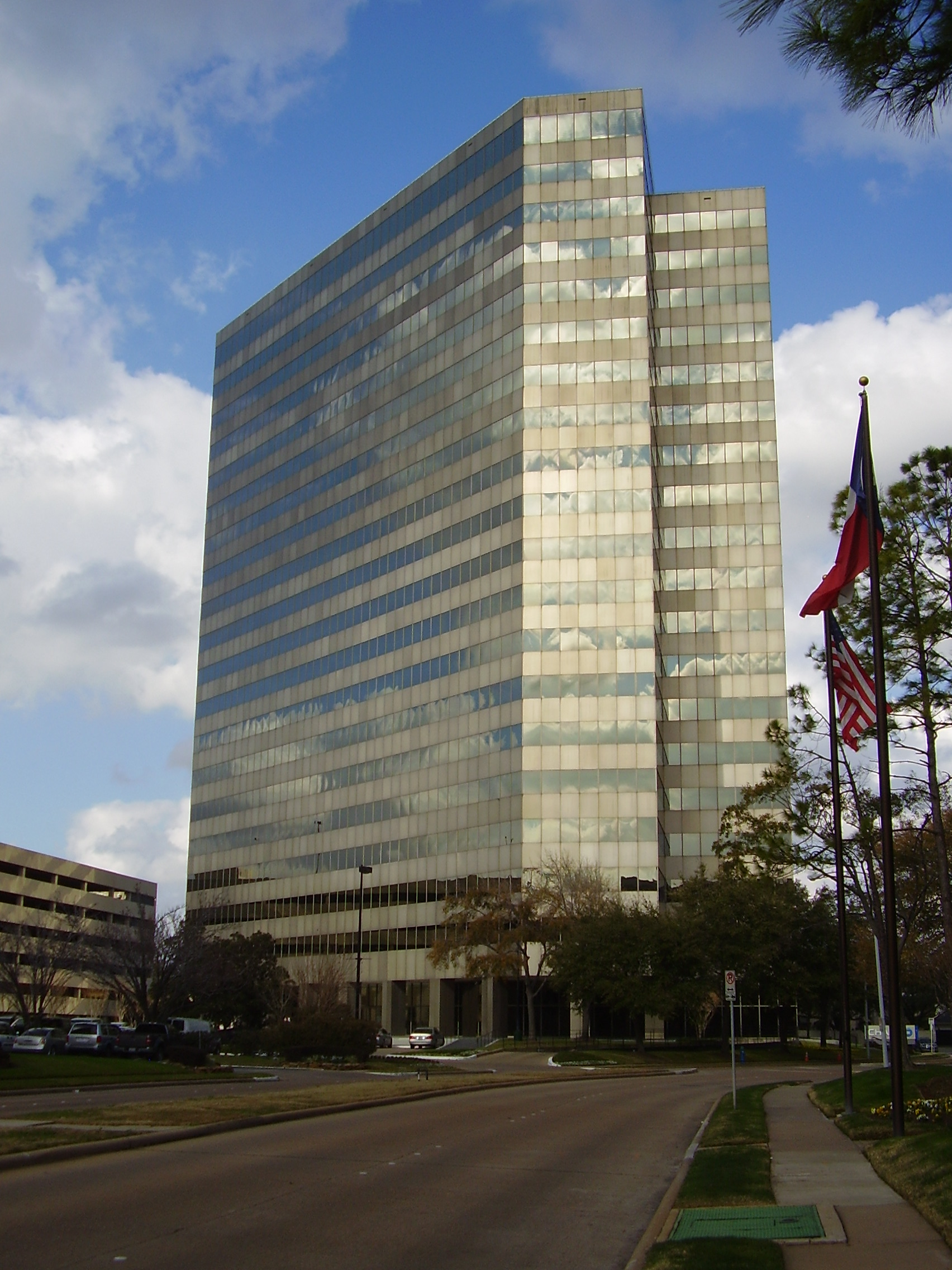
Główna siedziba Schlumberger w Houston w Teksasie

## Historia
Początki przedsiębiorstwa sięgają roku 1926, kiedy to francuscy inżynierowie i fizycy – bracia Conrad i Marcel Schlumbergerowie – zarejestrowali spółkę o nazwie Société de Prospection Électrique, która zajmowała się elektronicznym mierzeniem parametrów podziemnych formacji geologicznych dla celów związanych z wydobyciem ropy naftowej i gazu ziemnego. Spółka Schlumberger Limited została zarejestrowana 6 listopada 1956 na Antylach Holenderskich.